# The Authority
The Authority es un equipo de superhéroes y antihéroes ficticios del universo de DC Comics, creado por el escritor Warren Ellis y el dibujante Bryan Hitch. Apareció por primera vez en The Authority #1 en 1999, como parte de la línea de cómics de WildStorm, una editorial que más tarde sería adquirida por DC Comics. El grupo está compuesto por una serie de personajes poderosos que operan con métodos poco convencionales, a menudo usando la fuerza bruta y la manipulación de la realidad para lograr sus objetivos, lo que los diferencia de otros equipos de héroes tradicionales.
The Authority está formada por individuos que no dudan en tomar decisiones drásticas para proteger al mundo, sin preocuparse demasiado por los métodos que emplean, lo que les otorga una moralidad más gris y un enfoque de "el fin justifica los medios". Entre los miembros más destacados del equipo se encuentran Jenny Sparks, la mujer eléctrica, Apollo, el equivalente a Superman, Midnighter, un luchador experto y un paralelo a Batman, The Engineer, una experta en tecnología avanzada, y Jack Hawksmoor, un hombre que tiene una conexión única con las ciudades.
El equipo es conocido por sus historias que abordan temas como la corrupción política, la violencia global y la lucha contra poderes cósmicos. En lugar de seguir la ley o las órdenes de autoridades gubernamentales, The Authority se toma la justicia en sus propias manos, a menudo enfrentándose a amenazas globales y universales con una brutalidad sin precedentes. Este enfoque moderno y menos idealista hacia el heroísmo les ha otorgado un lugar destacado en los cómics, aunque también ha generado controversia por su estilo agresivo y sus métodos radicales.
A lo largo de los años, The Authority ha sido un referente dentro del género de cómics de antihéroes, influyendo en la forma en que se narran las historias de superhéroes más maduras y complejas. A pesar de sus acciones cuestionables, sus miembros se han ganado el respeto de muchos por su dedicación a la protección del mundo, aunque a menudo no de la manera convencional.

## Historia de la publicación

### Serie regular

#### Volumen 1
En 1999, Warren Ellis y Bryan Hitch estrenaron The Authority, un equipo de superhéroes que prometía hacer el trabajo por cualquier medio necesario. El equipo estaba formado por Jenny Sparks, Jack Hawksmoor, Swift, Apollo, Midnighter, The Engineer y el Doctor, siendo estos dos últimos los dos únicos personajes nuevos. 
La etapa Ellis/Hitch duró 12 números, divididos en tres arcos argumentales, cada uno con un enemigo más peligroso: un terrorista internacional (que ya había aparecido en Stormwatch), una invasión desde una Tierra alternativa y el creador del Sistema Solar, con la correspondiente escala de violencia y destrucción. El uso de una técnica narrativa llamada descompresión, tomada principalmente del manga y las novelas en un cómic de superhéroes, fue distintiva: se usaron grandes viñetas panorámicas para mostrar la acción en detalle, con un ritmo más lento y menos historia por número.
Esta etapa tuvo mucho éxito entre los lectores, al proporcionarles un estilo de acción superheroica a gran escala que no era (en ese momento) común en los cómics. Ellis nunca profundizó en las motivaciones de sus personajes, sino que dejó que el lector las decidiera. Eso cambiaría pronto después que Ellis y Hitch dejaran la serie.
A la etapa Ellis/Hitch de The Authority le siguió una dirigida por Mark Millar y Frank Quitely, quienes mantuvieron la narrativa panorámica y la violencia de sus predecesores y añadieron una actitud irreverente, y según el caso, revolucionaria a sus personajes, que combatían la injusticia social y, en caso necesario el statu quo, sin importarles cruzar la línea para conseguir su objetivo: un mundo mejor. Aunque no se trataba de un análisis profundo o realista del papel de los superhéroes en la sociedad, consiguió el máximo de popularidad en los Estados Unidos pero también fue polémica desde el inicio. 
Ahora bajo el liderazgo de Jack Hawksmoor después de la muerte de Jenny Sparks, The Authority se enfrentó a enemigos tales como una poco disimulada versión del universo Marvel, a la propia tierra y al gobierno estadounidense que se había cansado de la manera de hacer del grupo y los reemplazó temporalmente con unos duplicados que representaban a los gobiernos del G7. Así mismo, la sucesora de Jenny Sparks, Jenny Quantum, fue adoptada por Apollo y Midnighter después de su matrimonio y el Doctor superó su adicción a la heroína al sentirse culpable de no haber podido ayudar a sus compañeros en uno de sus peores momentos debido a una sobredosis. 
Esta etapa fue muy controvertida y provocó que el título sufriera censura por parte de DC. El primer caso de censura provocó la retirada de un beso entre Apollo y Midnighter debido a la preocupación por parte de DC que provocara mala prensa. 
Bajo la batuta de Millar, el cómic se estaba volviendo demasiado polémico, y el contenido sexual y la violencia del mismo preocupaban a DC. Todo ello explotó después del 11-S durante el último arco argumental de Millar. Ocurrió en el número 22 que acabó siendo el último de Quitely ya que el número 23 fue retrasado debido a los atentados del 11-S (un especial llama The Authority: Widescreen fue rotundamente cancelado) debido a la preocupación de la editorial acerca de la violencia de ese número. No está claro cuánto del número 23 dibujó Quitely (sí que dibujó las portadas de los que habrían debido ser sus dos siguientes números) pero dado que el título se encontraba ahora en pausa, Quitely se marchó a dibujar New X-Men para Marvel.
Para permitir que el sucesor de Quitely, Arthur Adams, se pusiera al día, se insertó un arco argumental escrito por Tom Peyer protagonizado por el equipo del G7 que reemplazó a The Authority temporalmente. Los últimos números de Millar empezaron en el 27, el número que sufriría más la censura, tanto en la historia como en el dibujo. Escenas de necrofilia, violencia extrema situada en Nueva York (que se consideraba delicada después del 11-S) y escenas donde los miembros de The Authority eran humillados y degradados fueron suavizadas. También se modificaron secuencias en las que por se mostraba en su trama al Presidente George W. Bush como cómplice de la tortura del grupo, ya que se consideraron poco patriotas después del 11-S.
Millar no ha vuelto a trabajar para DC desde entonces (él afirma que está en la lista negra de DC), continuando su carrera en Marvel y editoriales independientes.
En los Estados Unidos, esta parte se recopiló en cuatro novelas gráficas:
- Relentless - Recopila # 1-8
- Under New Management - Recopila # 9-16.
- Earth Inferno and Other Stories - Recopila # 17-20, el Annual 2000 y el Summer Special.
- Transfer of Power - Recopila # 22-29.

El número 21 está recopilada en la novela gráfica The Monarchy: Bullets Over Babylon, ya que fue el punto de partida de la serie The Monarchy.
Más tarde, fue editada también en tapa dura con extras: 
- The Absolute Authority Vol. 1 - Recopila # 1-12
- The Absolute Authority Vol. 2 - Recopila # 13-20, 22, & 27-29

En España, la serie se editó primeramente en formato individual, y se introdujo la miniserie Jenny Sparks: La historia secreta de the Authority dentro de la serie regular. Posteriormente la serie se ha recopilado en tomos de tapa dura, siguiendo la línea de Estados Unidos, y se ha hecho lo mismo con la miniserie de Jenny Sparks.

#### Volumen 2
La serie volvió a ser publicada, esta vez escrita por Robbie Morrison. En España la serie cuenta de 15 números, además del crossover Coup d'Etat, en el que tomaban parte las colecciones The Authority, Stormwatch, Sleeper y Wildcats. Este crossover habla del golpe de Estado que The Authority da, pasando así a ser gobernantes de Estados Unidos. Cuop d'Etat se publicó a modo de novela gráfica.

#### Volumen 3
The Authority: Revolution.

La serie se retomó en Estados Unidos en octubre de 2004 escrita por Ed Brubaker, con el título The Authority: Revolution. Se centra en los problemas del grupo en su rol de gobernantes de Estados Unidos.

### Miniseries, especiales y crossovers
- Jenny Sparks : The Secret History of the Authority (Jenny Sparks: La historia secreta de The Authority) (2000-2001) - Una miniserie de cinco números publicada en España como parte de la serie regular y recopilada en los Estados Unidos en una novela gráfica del mismo nombre (recientemente editada en España como un tomo de tapa dura). Esta serie cuenta los primeros encuentros de Jenny Sparks con sus futuros compañeros. Guion de Mark Millar con dibujos de John McCrea.
- Ruling the World (Gobernar el Mundo) (2000) - Crossover con Planetary, editado en formato prestige. En Estados Unidos, está recopilado en la novela gráfica Planetary: Crossing Worlds (editado en España como un tomo de tapa dura titulado "Planetary: Mundos cruzados").
- "La saga de Kev" 
  - The Authority: Kev (2002) - Número único con guion de Garth Ennis y dibujo de Glenn Fabry. Kev Hawkins es un corporal de los Servicios Aéreos Especiales convertido en asesino (debido a un peliagudo asunto en el que un tigre se comió a un ministro del gabinete bajo su protección) al que el gobierno británico llama cuando quieren quitar de en medio a alguien. Esta vez, quieren quitar de en medio a The Authority. Sorprendentemente, esto lo consigue bastante fácilmente. Los problemas empiezan luego ya que resulta que el gobierno británico no era exactamente el que estaba detrás de las órdenes que recibió Kev, sino un alien con planes para la Tierra que se hizo pasar por su jefa. Kev debe convencer al Carrier que rebobine el tiempo y devuelva a The Authority a la vida para que puedan salvar la Tierra.
  - The Authority: More Kev  (2004) - Miniserie de 4 números, también por Ennis and Fabry. Unos aliens transdimensionales, llamados los Rakulai, amenazan la Tierra y son capaces de hacerles cosas muy feas a The Authority, como fusionar al Doctor y a Jack en un solo ser o convertir a Engineer en una desagradable cosa líquida. ¿Qué es lo que quieren? Al archicriminal número uno de su lista de más buscados, B'eeef, quien años atrás huyó a la Tierra y se disfrazó como un ministro del gabinete británico... el mismo que fue comido por un tigre bajo la protección de Kev. Así pues, Apollo y Midnighter deben aunar fuerzas con su agente homófobo de las SAS favorito para encontrar los restos de B'eeef, ya que los Rakulai pueden regenerarse a partir de una sola célula. Si Midnighter no mata a Kev primero, claro está. Esta miniserie no ha sido publicada aún en España. En los Estados Unidos, esta miniserie y el número anterior fueron recopilados en la novela gráfica The Authority: Kev.
  - The Authority: The Magnificent Kevin (2005-2006) - Miniserie de cinco números, con guion de Garth Ennis, dibujos de Carlos Ezquerra y portadas por Glenn Fabry. Kev tiene otra misión con sus aliados menos queridos, The Authority. Pero esta vez, las cosas tomarán un cariz más oscuro.
- The Authority: Scorched Earth (The Authority: Tierra quemada) (febrero de 2003) - Número único con guion de Robbie Morrison y dibujo de Frazer Irving. El sol está sufriendo un gran, potencialmente cataclísmico, trastorno. Su temperatura está subiendo y se están produciendo enormes erupciones solares en la fotosfera, enviando bolas de fuego directamente a la Tierra. The Authority descubre que alguien está detrás de ello, un viejo amigo de Jack: Winter, el excomandante de Stormwatch Prime. Después de pilotar SkyWatch hasta el sol, sus poderes de absorción de energía le convirtieron en uno con él. Atrapado en una agonía eterna y enrabiado con la crueldad en la Tierra, Winter quería destruirla. The Authority se vieron obligados a encarcelarle dentro del sol.
- The Authority: Human on the Inside (2004) - Volumen único por John Ridley y Ben Oliver, situado antes de Coup d'Etat. Una confusa historia de venganza y desesperación. En España fue publicada como el último número del Volumen 2.

## Miembros deThe Authority
- Jenny Sparks - fundadora de The Authority con poderes eléctricos. Apodada como "el espíritu del Siglo XX" por un famoso poeta. Era una fumadora empedernida, algo muy de moda durante el Siglo XX. Además, Jenny era muy aficionada a la bebida y al sexo ocasional, habiendo tenido célebres compañeros/as de cama. No está claro si ella cambiaba con el siglo, o si el siglo cambiaba con ella porque básicamente su poder era ser la personificación del siglo XX ya que se trataba de un Bebé del Siglo; un ser nacido el primer instante del 1 de enero de 1900, adquiriendo poderes y sin envejecer a partir de los veinte años y en su caso (por su naturaleza avatárica) murió el 1 de enero de 2000, a las 0.00 horas exactas.
- Jack Hawksmoor - el "Dios de las Ciudades". Abducido y modificado mediante cirugía repetidas veces por alienígenas durante su infancia (Aunque es su miniserie se descubre que en realidad son humanos de un futuro muy lejano), estos cambios hicieron que tenga un vínculo con las ciudades. Es físicamente incapaz de sobrevivir fuera de un área urbana por mucho tiempo; sin embargo, cuando está en una ciudad tiene increíbles, y vagamente definidos, superpoderes vinculados con la ciudad. Suele vestir de traje, lo que contrasta con su costumbre de ir descalzo, ya que sus implantes son visibles en las plantas de sus pies y manos, por lo que así aumenta el contacto con su entorno.
- Swift, o Shen Li-Min - Un personaje del Stormwatch pre-Ellis, Swift es una mujer Tibetana con alas, lo que la convierte en el "mamífero alado más rápido del planeta". Al parecer podría tener la habilidad de sentir vida a su alrededor y tiene un don natural para ver las corrientes y orientarse.
- Apollo, posee diversos poderes obtenidos gracias a la energía del sol. Apollo es en parte una parodia de Superman con quien comparte gran cantidad de poderes. Es gay y es pareja con Midnighter (se casan durante la segunda etapa de la serie) y es el padre adoptivo de Jenny Quantum.
- Midnighter, es capaz de prever todas las posibilidades de un enfrentamiento antes de que suceda gracias a una serie de implantes y mejoras en su cerebro y cuerpo que lo adaptan como un super-soldado extremo; siendo así uno de los luchadores más peligrosos del planeta. Es pareja con Apollo (se casan durante la segunda etapa de la serie) y es padre adoptivo de Jenny Quantum, a menudo se dice que es una parodia de Batman, por su aspecto, naturaleza oscura y su relación con Apollo.
- El Doctor o Jeroen Thornedike- el último de una larga línea de chamanes protectores del planeta. El Doctor es de un neerlandés, ex-heroinómano (con muy habituales recaídas) y es tan poderoso como la suma de todos sus predecesores, lo cual es bastante decir tomando en cuenta que entre ellos se cuenta a individuos de la talla de Jesucristo, Buda o Einstein. Las vastas habilidades mágicas del Doctor pueden hacer prácticamente cualquier cosa mientras pueda ser concebido en conceptos poéticos.
- Ingeniera (Engineer), o Angela Spica - Después de la muerte del primer Engineer en un número del Stormwatch de Ellis, su nanotecnología se transfirió a Spica y se unió a ella, dándole increíbles habilidades mecánicas. Engineer es capaz de materializar cualquier cosa que imagine su mente, incluyendo sofisticadas armas, máquinas imposibles, y hasta réplicas de sí misma.
- Jenny Quantum, más que la reencarnación de Jenny Sparks, es su sucesora. Ella es el espíritu del siglo XXI. Jenny Quantum nació en Singapur el 1 de enero de 2000; el hospital fue destruido y sus padres asesinados por supervillanos que querían hacerse con ella para afectar el curso de la historia. Después de aquello fue adoptada por Apollo y Midnighter. Más adelante se descubre que tenía una hermana gemela, tan poderosa como ella, que sobrevivió al asesinato de la familia, y a la que el grupo se ve obligado a matar ya que se ha vuelto loca.
- El Transporte o El Carrier - además de ser el cuartel general de The Authority es también una nave interdimensional viviente enorme (Tiene cientos de kilómetro de longitud) capaz de viajar prácticamente a cualquier lugar, aunque normalmente se encuentra en la sangría de las dimensiones o en la órbita de la Tierra del universo al que pertenece al grupo. Muestra cierta "predilección" en el grupo por Swift, Midnighter, porque son los que lo encontraron y por Engineer. Jack Hawksmoor puede vivir en él ya que, técnicamente, también es una ciudad.